# Brokopondo
Brokopondo est une ville surinamaise, capitale du district de Brokopondo, situé au nord-est du pays. La ville est incluse dans le ressort de Centrum.
Le barrage de Brokopondo est construit sur le fleuve Suriname et le réservoir créé par la construction du barrage s'arrête au pied du Brownsberg. L'objectif de ce barrage était de fournir l'énergie nécessaire aux mines de bauxite qu'exploite encore la compagnie américaine Sulralco.